# Peck (Míchigan)
Peck es una villa ubicada en el condado de Sanilac en el estado estadounidense de Míchigan. En el Censo de 2010 tenía una población de 632 habitantes y una densidad poblacional de 232,4 personas por km².

## Geografía
Peck se encuentra ubicada en las coordenadas 43°15′32″N 82°49′1″O / 43.25889, -82.81694. Según la Oficina del Censo de los Estados Unidos, Peck tiene una superficie total de 2.72 km², de la cual 2.72 km² corresponden a tierra firme y (0%) 0 km² es agua.

## Demografía
Según el censo de 2010, había 632 personas residiendo en Peck. La densidad de población era de 232,4 hab./km². De los 632 habitantes, Peck estaba compuesto por el 95.09% blancos, el 0.63% eran afroamericanos, el 2.22% eran amerindios, el 0.16% eran asiáticos, el 0% eran isleños del Pacífico, el 0.47% eran de otras razas y el 1.42% pertenecían a dos o más razas. Del total de la población el 4.91% eran hispanos o latinos de cualquier raza.